# SSX Tricky
SSX Tricky è un videogioco di snowboard, il secondo della serie SSX, sviluppato da EA Canada e pubblicato da EA Sports BIG.
Questo è stato il primo titolo della serie a essere distribuito su più console, che sono PlayStation 2, Xbox, Game Boy Advance e GameCube.

## Modalità di gioco
Una delle novità che SSX Tricky introduce sono gli "Über Tricks", cioè trick che richiedono tempi più lunghi per essere completati, e che spesso comportano il distaccarsi dei piedi dello snowboarder dalla tavola.
Tre sono le modalità di gioco:
- Gioco libero: permette di giocare con uno o due giocatori, ed è molto utile per iniziare a conoscere i vari percorsi.
- Pratica: è simile al gioco libero, ed è sempre una modalità per dilettanti dove è possibile fare quello che si vuole, al fine di abituarsi ad usare lo snowboard.
- Circuiti mondiali: consente di sbloccare personaggi, tavole e abbigliamenti, ma per farlo il giocatore dovrà vedersela con altri snowboarder in vari tipi di gara.

## Colonna sonora
- "It's Tricky (K-Rec Remix) - Run-D.M.C.
- "Smartbomb (Plump's Vocal Mix)" - BT
- "Finished Symphony" - Hybrid
- "King of the Beats" - Aphrodite
- "Board Burner" - Mix Master Mike
- "System Overload (the Download)" - Huda Hudia
- "Push" - Plump DJs
- "Song for Dot" - Space Raiders
- "Slayboarder" - Mix Master Mike and Rahzel
- "Gin and Sin" - John Morgan
- "Shake What Yo' Momma Gave You" - Skank
- "Peaktime" - Rasmus
- "Reality Detached" - The Forth

## Premi
SSX Tricky fu candidato a un solo riconoscimento dell'Academy of Interactive Arts & Sciences, che non vinse:
- Console Sports